# Френк Дюкс
Френк Вільям Дюкс (англ. Frank W. Dux, нар.13 липня 1956, Торонто, Канада) — американський актор, хореограф бойових сцен в кіно.

## Біографія
За твердженням Дюкса, мистецтву ніндзюцу він навчався в Японії у наставника-ямабусі Сензо Танаки. В 1975 у Дюкса була відкрита власна школа бойових мистецтв «Dux Ryu Ninjutsu».
Френк Дюкс став відомий широкій громадськості після виходу фільму «Кривавий спорт», в основу якого були взяті деякі факти з його біографії, за твердженнями самого Дюкса. Роль самого Ф. Дюкса у фільмі виконав Жан-Клод Ван Дамм.

## Фільмографія

### Актор
- 1986 — Горець — епізодична роль
- 1986 — Murrow — директор по R & D
- 1986 — Лавка жахів — пацієнт № 2
- 1986 — The Last Days of Patton — американський кореспондент
- 1987 — Get the Terrorists — Брок Тауерс
- 1993 — Тільки найсильніші — Велдер
- 2010 — Put Up Your Dux — документальний фільм про кар'єру Ф. Дюкса

### Сценарист
- 1996 — У пошуках пригод

### Постановник бойових сцен
- 1988 — Кривавий спорт
- 1990 — Самоволка
- 1993 — Тільки найсильніші